# Barcelona Open Banc Sabadell 2022
Barcelona Open Banc Sabadell 2022 (còn được biết đến với Torneo Godó) là một giải quần vợt nam thi đấu trên mặt sân đất nện ngoài trời. Đây là lần thứ 69 giải đấu được tổ chức và là một phần của ATP Tour 500 trong ATP Tour 2022. Giải đấu diễn ra tại Real Club de Tenis Barcelona ở Barcelona, Tây Ban Nha, từ ngày 18 đến ngày 24 tháng 4 năm 2022.

## Điểm và tiền thưởng

### Phân phối điểm
| Sự kiện | VĐ  | CK  | BK  | TK | Vòng 1/16 | Vòng 1/32 | Vòng 1/64 | Q  | Q2 | Q1 |
| Đơn     | 500 | 300 | 180 | 90 | 45        | 20        | 0         | 10 | 4  | 0  |
| Đôi     | 500 | 300 | 180 | 90 | 0         | —         | —         | 45 | 25 | 0  |

### Tiền thưởng
| Sự kiện | VĐ       | CK       | BK       | TK      | Vòng 1/16 | Vòng 1/32 | Vòng 1/64 | Q2     | Q1     |
| Đơn     | €467,150 | €249,140 | €129,245 | €67,480 | €35,555   | €19,465   | €10,380   | €5,450 | €3,115 |
| Đôi*    | €163,500 | €87,200  | €44,120  | €22,060 | €11,420   | —         | —         | —      | —      |

*mỗi đội

## Nội dung đơn

### Hạt giống
| Quốc gia | Tay vợt               | Xếp hạng1 | Hạt giống |
| -------- | --------------------- | --------- | --------- |
| GRE      | Stefanos Tsitsipas    | 5         | 1         |
| NOR      | Casper Ruud           | 7         | 2         |
| CAN      | Félix Auger-Aliassime | 9         | 3         |
| GBR      | Cameron Norrie        | 10        | 4         |
| ESP      | Carlos Alcaraz        | 11        | 5         |
| ARG      | Diego Schwartzman     | 16        | 6         |
| ESP      | Roberto Bautista Agut | 18        | 7         |
| ESP      | Pablo Carreño Busta   | 19        | 8         |
| GEO      | Nikoloz Basilashvili  | 20        | 9         |
| AUS      | Alex de Minaur        | 25        | 10        |
| ITA      | Lorenzo Sonego        | 26        | 11        |
| GBR      | Dan Evans             | 27        | 12        |
| USA      | Frances Tiafoe        | 28        | 13        |
| BUL      | Grigor Dimitrov       | 29        | 14        |
| ARG      | Federico Delbonis     | 34        | 15        |
| KAZ      | Alexander Bublik      | 36        | 16        |
| ESP      | Albert Ramos Viñolas  | 37        | 17        |

- 1 Bảng xếp hạng vào ngày 11 tháng 4 năm 2022.[4]

### Vận động viên khác
Đặc cách:
- Félix Auger-Aliassime
- Feliciano López
- Jaume Munar
- Tommy Robredo

Vượt qua vòng loại:
- Nicolás Álvarez Varona
- Hugo Dellien
- Egor Gerasimov
- Carlos Taberner
- Elias Ymer
- Bernabé Zapata Miralles

Thua cuộc may mắn:
- Hugo Grenier
- Manuel Guinard
- Gian Marco Moroni

### Rút lui
Trước giải đấu
- Roberto Bautista Agut → thay thế bởi  Hugo Grenier
- Alejandro Davidovich Fokina → thay thế bởi  Manuel Guinard
- Tallon Griekspoor → thay thế bởi  Maxime Cressy
- Hubert Hurkacz → thay thế bởi  Lorenzo Musetti
- Rafael Nadal → thay thế bởi  Kwon Soon-woo
- Arthur Rinderknech → thay thế bởi  Gian Marco Moroni
- Denis Shapovalov → thay thế bởi  Pablo Andújar
- Jannik Sinner → thay thế bởi  Jordan Thompson
- Jan-Lennard Struff → thay thế bởi  Sebastián Báez
- Botic van de Zandschulp → thay thế bởi  Roberto Carballés Baena

## Nội dung đôi

### Hạt giống
| Quốc gia | Tay vợt              | Quốc gia | Tay vợt          | Xếp hạng1 | Hạt giống |
| -------- | -------------------- | -------- | ---------------- | --------- | --------- |
| USA      | Rajeev Ram           | GBR      | Joe Salisbury    | 3         | 1         |
| ESP      | Marcel Granollers    | ARG      | Horacio Zeballos | 11        | 2         |
| GER      | Tim Pütz             | NZL      | Michael Venus    | 20        | 3         |
| COL      | Juan Sebastián Cabal | COL      | Robert Farah     | 24        | 4         |

- Bảng xếp hạng vào ngày 11 tháng 4 năm 2022.

### Vận động viên khác
Đặc cách:
- David Marrero /  Jaume Munar
- Feliciano López /  Marc López

Vượt qua vòng loại:
- Ugo Humbert /  Sebastian Korda

Thua cuộc may mắn:
- Sander Gillé /  Joran Vliegen
- Pedro Martínez /  Lorenzo Sonego

### Rút lui
Trước giải đấu
- Carlos Alcaraz /  Pablo Carreño Busta → thay thế bởi  Sander Gillé /  Joran Vliegen
- Lloyd Harris /  Denis Shapovalov → thay thế bởi  Máximo González /  Lloyd Harris
- John Peers /  Filip Polášek → thay thế bởi  Nikoloz Basilashvili /  Alexander Bublik
- Tim Pütz /  Michael Venus → thay thế bởi  Pedro Martínez /  Lorenzo Sonego

## Nhà vô địch

### Đơn
- Carlos Alcaraz đánh bại  Pablo Carreño Busta, 6–3, 6–2

### Đôi
- Kevin Krawietz /  Andreas Mies đánh bại  Wesley Koolhof /  Neal Skupski, 6–7(3–7), 7–6(7–5), [10–6]